# 1977 Голяма награда на Германия
1977 Голяма награда на Германия е 25-о за Голямата награда на Германия и единадесети кръг от сезон 1977 във Формула 1, провежда се на 31 юли 1977 година на пистата Хокенхаймринг близо до град Хокенхайм, Германия.

## История на кръга
Трасето в Нюрбургринг се оказа прекалено опасно за провеждане на състезания след инцидента на Ники Лауда през 1976, от което едва не загива. Така Хокенхаймринг, който е домакин за ГП на Германия през 1970 отново ще приеме кръг от Формула 1, чиято конфигурация съдържа две дълги прави, три бавни завоя и стадион.
Отборът на АТС присъстват с двама пилоти като редом до Жан-Пиер Жарие е нает местния пилот Ханс Хейер. БРМ за трети път са с различен пилот, след като Гай Едуардс напусна тима и Теди Пилет зае неговото място. Хектор Ребак се завръща в колоната за отбора на Хескет, редом до британеца Рупърт Кийгън. След дебюта в Силвърстоун отбора на Рено реши да пропусне това състезание с цел да коригират проблемите с турбо-двигателя.

### Квалификация
Дългите прави на Хокенхаймринг помогна на Джон Уотсън и неговия Брабам-Алфа, но не достатъчно за да вземе пола от Джоди Шектър като за Волф това е първа за тях. Лауда се класира трети пред Макларън-а на Джеймс Хънт, Ханс-Йоахим Щук, Жак Лафит, Марио Андрети, Карлос Ройтеман, Гунар Нилсон и Виторио Брамбила. Патрик Нев заедно с Емилио де Вильота, Хейер, Емерсон Фитипалди, Артуро Мерцарио и Пилет не намериха място за състезанието.

### Състезание
Депайе потегли твърде бавно, след като старта е даден с флаг вместо стартовите светлини, които са повредени от камион преди началото на състезанието. Французинът избегна удар с останалите пилоти, но Клей Регацони удари Алън Джоунс, Верн Шупан и Брет Лънгър. От инцидента единствено Шадоу-а и Съртис-а са извън надпреварата, докато Инсайн-а на швейцареца продължи с леки повреди. Никой обаче не забеляза присъствието на АТС-а на Хайер, който се присъедини в колоната. Скоро Шектър заедно с Уотсън, Лауда, Хънт и Щук се откъсват от Ройтеман и останалите, докато Жарие отпадна с повреда в трансмисията след края на петата обиколка.
Уотсън изненадващо стана следващия напуснал с повреда в двигателя в осмата обиколка. Това помогна на Лауда да се доближи до Шектър и в 12-а обиколка, австриеца поведе колоната. През това време Хейер отпадна и втория АТС със същия проблем, какъвто получи и съотборника му Жарие. Хънт се опита да притесни Шектър, преди да загуби мощност от двигателя заради разкъсана тръба, което принуди Щук да го застигне. Йохен Мас се изкачи до седмото място, преди скоростната кутия да се счупи в 26-а обиколка, а преди това Лафит и Депайе отпадат с повреди в техните двигатели.
Също повреда в двигателя означи края на надпреварата на Нилсон в 31-вата обиколка, докато борбата на Хънт за втора позиция завърши с повреда в горивната помпа. Андрети който води битка с Ройтеман е принуден да намали скоростта си, след като един от цилиндрите на неговия Косуърт му отказа, преди да напусне със счупен двигател в 34-та обиколка. Проблеми с двигателите имат както Шектър така и Щук, като Волф-а на южно-африканеца е с неизправности по горивното налягане, а Брабам-а на германеца е почти без гориво. Двамата обаче продължават да натискат, докато Ройтеман е на няколко секунди назад с проблеми по управлението.
Лауда пресече финала безпроблемно за своята втора победа за сезон 1977, с което увеличи преднината си пред Шектър. Третото място на Щук се оказа и първия подиум за дългия германец, докато Ройтеман завърши на разочароващата четвърта позиция. Брамбила финишира пети пред Патрик Тамбей, който записа първата си точка като пилот от Формула 1 в едва третото си участие. Добрият ден за отбора на Джон Съртис стана пълен със седмата позиция на Шупан пред Марч-а на Алекс Рибейро, Рони Петерсон, който не успя да прогресира от 14-а позиция и Рикардо Патрезе.

## Класиране
| Поз | No | Пилот             | Конструктор       | Оби. | Време/Отпадане | Място | Точки |
| --- | -- | ----------------- | ----------------- | ---- | -------------- | ----- | ----- |
| 1   | 11 | Ники Лауда        | Ферари            | 47   | 1:31:49.3      | 3     | 9     |
| 2   | 20 | Джоди Шектър      | Волф-Форд         | 47   | +14.33         | 1     | 6     |
| 3   | 8  | Ханс-Йоахим Щук   | Брабам-Алфа Ромео | 47   | +20.9          | 5     | 4     |
| 4   | 12 | Карлос Ройтеман   | Ферари            | 47   | +60.27         | 8     | 3     |
| 5   | 19 | Виторио Брамбила  | Съртис-Форд       | 47   | +87.37         | 10    | 2     |
| 6   | 23 | Патрик Тамбе      | Инсайн-Форд       | 47   | +89.81         | 11    | 1     |
| 7   | 18 | Верн Шупан        | Съртис-Форд       | 46   | +1 Об.         | 19    |       |
| 8   | 9  | Алекс Рибейро     | Марч-Форд         | 46   | +1 Об.         | 20    |       |
| 9   | 3  | Рони Петерсон     | Тирел-Форд        | 42   | Двигател       | 14    |       |
| 10  | 16 | Рикардо Патрезе   | Шадоу-Форд        | 42   | Колело         | 16    |       |
| Отп | 24 | Рупърт Кийгън     | Хескет-Форд       | 40   | Инцидент       | 23    |       |
| Отп | 5  | Марио Андрети     | Лотус-Форд        | 34   | Двигател       | 7     |       |
| Отп | 1  | Джеймс Хънт       | Макларън-Форд     | 32   | Горивна помпа  | 4     |       |
| Отп | 6  | Гунар Нилсон      | Лотус-Форд        | 31   | Двигател       | 9     |       |
| Отп | 2  | Йохен Мас         | Макларън-Форд     | 26   | Ск.кутия       | 13    |       |
| Отп | 4  | Патрик Депайе     | Тирел-Форд        | 22   | Двигател       | 15    |       |
| Отп | 26 | Жак Лафит         | Лижие-Матра       | 21   | Двигател       | 6     |       |
| Отп | 25 | Ектор Ребаке      | Хескет-Форд       | 20   | Двигател       | 24    |       |
| Отп | 30 | Брет Лънгър       | Макларън-Форд     | 14   | Инцидент       | 21    |       |
| Отп | 10 | Иън Шектър        | Марч-Форд         | 9    | Съединител     | 19    |       |
| Отп | 7  | Джон Уотсън       | Брабам-Алфа Ромео | 8    | Двигател       | 2     |       |
| Отп | 34 | Жан-Пиер Жарие    | Пенске-Форд       | 5    | Трансмисия     | 12    |       |
| Отп | 17 | Алън Джоунс       | Шадоу-Форд        | 0    | Инцидент       | 17    |       |
| Отп | 6  | Клей Регацони     | Инсайн-Форд       | 0    | Инцидент       | 22    |       |
| ДКФ | 35 | Ханс Хейер        | Пенске-Форд       | 9    | Трансмисия     | 25    |       |
| НКв | 27 | Патрик Нев        | Марч-Форд         |      |                |       |       |
| НКв | 36 | Емилио де Вильота | Макларън-Форд     |      |                |       |       |
| НКв | 28 | Емерсон Фитипалди | Фитипалди-Форд    |      |                |       |       |
| НКв | 37 | Артуро Мерцарио   | Марч-Форд         |      |                |       |       |
| НКв | 40 | Теди Пилет        | БРМ               |      |                |       |       |

## Класирането след състезанието
| Поз | Пилот           | Точки |
| --- | --------------- | ----- |
| 1   | Ники Лауда      | 48    |
| 2   | Джоди Шектър    | 38    |
| 3   | Марио Андрети   | 32    |
| 4   | Карлос Ройтеман | 31    |
| 5   | Джеймс Хънт     | 22    |
| 6   | Гунар Нилсон    | 20    |
| 7   | Йохен Мас       | 17    |
| 8   | Патрик Депайе   | 10    |

| Поз | Конструктор       | Точки   |
| --- | ----------------- | ------- |
| 1   | Ферари            | 65 (67) |
| 2   | Лотус-Форд        | 47      |
| 3   | Волф-Форд         | 38      |
| 4   | Макларън-Форд     | 34      |
| 5   | Брабам-Алфа Ромео | 23      |
| 6   | Тирел-Форд        | 14      |
| 7   | Лижие-Матра       | 10      |
| 8   | Фитипалди-Форд    | 8       |